# Герман Райнеке
Герман Райнеке (Hermann Reinecke; 14 лютого 1888, Віттенберг — 10 жовтня 1973, Гамбург) — німецький військовий діяч, генерал піхоти вермахту (1 червня 1942).

## Біографія
Син обер-лейтенанта. Після закінчення в 1905 році Прусського головного кадетського корпусу в берлінському передмісті Ліхтерфельді поступив на службу в прусську армію. Служив в 79-му ганноверському піхотному полку. 18 серпня 1906 року був проведений в лейтенанти.

### Участь у Першій світовій війні
У перші місяці Першої світової війни служив полковим ад'ютантом і тоді ж отримав звання обер-лейтенанта. Після поранення в 1915 році був направлений на службу в Прусське військове міністерство, а 22 березня 1916 року був підвищений до гауптмана.  

### Служба в рейхсвер
Після війни залишився в рейхсвері, служив при штабі 2-го Прусського піхотного полку (1921), з весни 1924 року служив в адміністративно-господарському управлінні сухопутних сил Військового міністерства. З весни 1925 року — командир 3-го батальйону 2-го прусського піхотного полку.
У 1928-1932 роках служив в штабі Військового міністерства в Берліні, відповідав за роботу з особовим складом технічних шкіл і матеріально-технічними службами. 1 лютого 1929 року був проведений в майори.

### На службі в Третьому рейху
У червні 1933 року підвищений до звання оберст-лейтенанта. 1 травня 1935 року призначений начальником щойно створеного відділу забезпечення Військового управління Військового міністерства, 1 червня 1935 отримав звання оберста.
У 1937 році організовував «національно-політичні навчальні курси», призначені для ідеологічного виховування офіцерів Вермахту в дусі нацистської ідеології. На цих курсах проводилися регулярні зустрічі офіцерів Вермахту з високопоставленими функціонерами НСДАП. Це дозволяло Райнеке підтримувати постійні контакти з політичними керівниками Третього рейху: Рудольфом Гессом, Йозефом Геббельсом, Альфредом Розенбергом і Генріхом Гіммлером.
13 травня 1938 року очолив відділ пенсійного забезпечення в складі Управлінською групи із загальних питань (ABA) Верховного командування вермахту (ОКВ). 1 червня 1938 року був призначений начальником управління в ABA ОКВ. Після перетворення в жовтні 1939 року Управлінською групи із загальних питань в Загальне керівництво Вермахту (АВА). 1 грудня 1939 року призначений його головою і залишався ним до кінця війни.
На цій своїй посаді в обов'язки Райнеке входив контроль над ідеологічною і навчальної підготовкою кадрів військовослужбовців. 1 січня 1939 року отримав звання генерал-майора, а 1 серпня 1940 року — генерал-лейтенанта.

### Керівник Служби у справах військовополонених
Після початку Другої світової війни в Загальному управлінні Вермахту була створена підпорядкована Райнеке Служба військовополонених.
Після початку німецько-радянської війни Райнеке заявляв, що головна мета кожного росіянина полягає в тому, щоб знищити Німеччину, отже, всі радянські люди повинні розглядатися як смертельні вороги Рейху, і ставитися до них треба відповідно. 8 вересня 1941 року Райнеке віддав наказ: «Більшовизм є смертельним ворогом Націонал-соціалістичної Німеччини. Вперше в історії німецький солдат стикається з ворогом, який має не тільки військову підготовку, а й досвід більшовицької політичної школи, який згубно відбивається на людях. У зв'язку з цим на росіян не поширюються вимоги Женевської угоди ставитися до них як до чесних солдатів.» Виходячи з таких установок, Райнеке віддавав накази про жорстке поводження з радянськими військовополоненими, у випадках відсутності інших можливостей розміщувати їх під відкритим небом, розстрілювати втікачів. Жорсткі заходи Рейнеке привели до того, що смертність серед радянських військовополонених досягла 65%.

### Керівник ідейно-політичного виховання офіцерів
У липні 1943 року Райнеке став начальником загальновійськового управління кадрів. Одночасно він продовжував займатися ідеологічною та навчальною підготовкою кадрів військових. Він не втомлювався доводити, наскільки важливо для офіцерів ОКВ було мати відповідну теоретичну і політичну підготовку. У 1943 році він інформував Адольфа Гітлера про те, що разом з Мартіном Борманом набирає непохитних воїнів з ветеранів партії, щоб вони могли проводити необхідну роботу серед «загартованих в боях» армійських офіцерів. На думку Райнеке ідеологічно і теоретично підковані офіцери повинні були стати німецькими політкомісарами. Концепція Райнеке знайшла своє втілення 1 січня 1944 року, коли Гітлер схвалив призначення офіцерів для націонал-соціалістичного керівництва (NSFO) в ОКВ і ОКГ. В ОКВ начальником Націонал-соціалістичного головного штабу Вермахту став сам Рейнеке, а в сухопутних військах штаб NSFO очолив генерал гірсько-піхотних військ Фердинанд Шернер. На цій посаді Райнеке підпорядковувався безпосередньо Гітлеру і відразу після свого призначення він представив йому програму Націонал-соціалістичного керівництва офіцерами. Проте, дуже скоро між Райнеке і Шернером виникли суперечки через розбіжність поглядів на роль, яку повинні були виконувати офіцери NSFO в регулярних частинах армії. Нововведення Райнеке викликали загальне армійське обурення і невдоволення, які тоді публічно озвучив генерал-майор Ернст Майзель з управління кадрів ОКГ. Для реалізації своїх задумів Рейнеке розробив навчальну програму для призовників NSFO (більшість з них були офіцери запасу, які були одночасно членами НСДАП). Основна увага програма приділяла насадженню людині в уніформі так званого бойового духу нації, патріотичних почуттів і віри в націонал-соціалізм. Райнеке наполягав також на тому, щоб політзаняття були включені в розпорядок. Більш того, він хотів, щоб привілеї армійських офіцерів поширювалися і на офіцерів NSFO. Загальновійськових офіцерів ця ідея обурювала, оскільки вони вважали, що офіцери NSFO не заслуговували ніяких привілеїв, бо не брали участь в боях.
Незважаючи на те, що не викликає ніяких сумнівів його прихильність націонал-соціалізму, Райнеке досить пізно вступив в НСДАП (25 жовтня 1943).

### Участь в придушенні Липневої змови
Райнеке сприяв більш радикальній формі ідеологічної індоктринації вермахту НСДАП, яка ще більше посилилася після провалу замаху на Гітлера 20 липня 1944 року. Тоді близько в 21:15  Райнеке отримав від Гітлера через Геббельса наказ взяти на себе командування військами берлінського гарнізону і направити їх проти штабу змовників — будівлі колишнього Військового міністерства на Бендлерштрассе. Тоді Райнеке зажадав від коменданта Берліна генерал-лейтенанта Пауля фон Гаазе передати йому всі повноваження, а самого Гаазе близько 21:30 аідправив до Геббельса, де той був спочатку затриманий, а потім як учасник змови заарештований. Взявши командування берлінським гарнізоном, Райнеке керував придушенням виступу змовників. Тоді він швидко відновив в Берліні порядок і довів до відома берлінського гарнізону, що Гітлер живий і в цілком здоровому глузді.

### Суддя Народної судової палати
Ще з 1942 року Райнеке був почесним членом Народної судової палати. Після провалу Липневої змови починаючи з липня 1944 до 25 жовтня 1944 роки як засідатель Народної судової палати Райнеке брав участь в 112 процесах проти найважливіших змовників. На цих процесах за участю Райнеке розглядалися справи 185 підсудних і було винесено 50 смертних вироків. Крім цього Райнеке виконував обов'язки віце-президента Народної судової палати і був президентом офіцерського Суду честі.

### Після війни
У травні 1945 року Райнеке здався союзникам і був поміщений в табір для високопоставлених військових і функціонерів НСДАП № 32 (Camp Ashcan) в люксембурзькому селі Мондорф-ле-Бен. 30 грудня 1947 постав перед Американським військовим трибуналом на процесі у справі вищого керівництва ОКВ (Справа № 12). На суді він звинувачувався у військових злочинах і злочинах проти людяності. Йому ставилося в провину вбивства політкомісарів Червоної армії, порушення норм міжнародного права щодо поводження з військовополоненими, катування і вбивства радянських солдатів, в результаті яких загинуло понад 2 млн осіб в німецькому полоні. 28 жовтня 1948 року був засуджений до довічного тюремного ув'язнення. Потім термін був скорочений до 27 років. Покарання відбував у в'язниці Ландсберга. 1 жовтня 1954 року помилуваний і звільнений з ув'язнення. Після звільнення проживав у Гамбурзі.

## Нагороди
- Залізний хрест 2-го і 1-го класу
- Королівський орден дому Гогенцоллернів, лицарський хрест з мечами
- Медаль Червоного Хреста (Пруссія) 3-го класу
- Ганзейський Хрест (Гамбург)
- Хрест «За військові заслуги» (Австро-Угорщина) 3-го класу з військовою відзнакою
- Почесний хрест ветерана війни з мечами
- Медаль «За вислугу років у Вермахті» 4-го, 3-го, 2-го і 1-го класу (25 років)
- Хрест Воєнних заслуг 2-го і 1-го класу з мечами
- Золотий партійний знак НСДАП (30 січня 1943)